# تئودورای مقدونی
تئودورا (به یونانی: Θεοδώρα, Theodōra) (به انگلیسی: Theodora) (زادهٔ ۹۸۱ — درگذشتهٔ ۳۱ اوت ۱۰۵۶) امپراتریس بیزانس به‌طور مشترک با خواهرش زوئه و کنستانتین نهم در ۱۰۴۲ و سپس به‌تنهایی از ۱۰۵۵ تا هنگام مرگش در ۱۰۵۶ بود وی یکی از چهار امپراتور زن بیزانس بود و یکی از هشت زن حکومتگر بیزانس بود.

## زندگی‌نامه

### سال‌های نخستین و تبعید
تئودورا سومین و کوچکترین دختر کنستانتین هشتم، امپراتور وقت بیزانس بود که شخصیتی قدرتمند، تند و تلخ داشت. از آنجا که کنستانتین فرزند پسری نداشت تا جانشینش شود، پیش از مرگش رومانوس آرگیروس را به عنوان وارث تاج و تخت خود برگزید و خواست تا تئودورا را به همسری او درآورد که با مخالفت دخترش روبرو شد. در نتیجه رومانوس با زوئه، دومین دختر کنستانتین در ۱۰۲۸ ازدواج کرد.
کنستانتین هشتم دو روز پس از این ازدواج در ۲۱ نوامبر درگذشت و رومانوس با عنوان رومانوس سوم بر تخت امپراتوری بیزانس نشست و زوئه نیز امپراتریس روم شرقی شد. با این حال زوئه نسبت به خواهرش که نقشی نیز در حکومت نداشت حسادت می‌ورزید و رومانوس نیز از تئودورا، هم به دلیل آنکه پیشنهاد ازدواج با او را رد کرده بود و هم چون نسبت به توانمندی‌ها و قابلیت‌های او هراس داشت خوشش نمی‌آمد و همین موضوع سبب شده بود تا جاسوسی را به مراقبت از تئودورا بگمارد. سرانجام تئودورا متهم به دسیسه‌چینی علیه امپراتور گردید و به صومعه‌ای تبعید شد.

### فرمانروایی مشترک با زوئه و کناره‌گیری دوباره

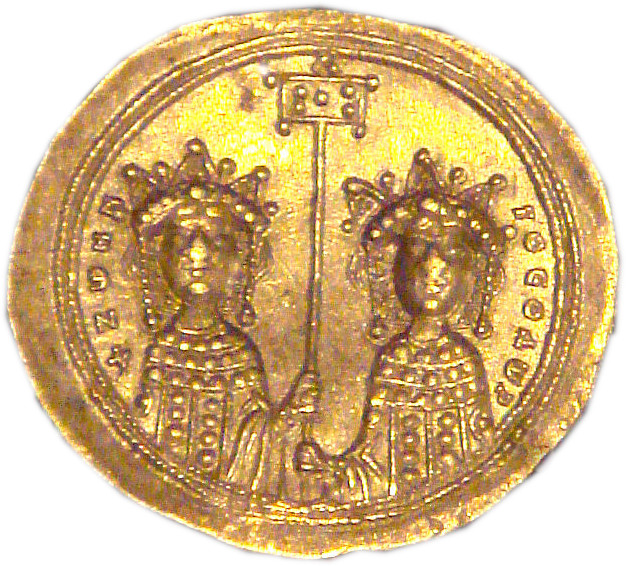
سکه طلای زوئه و تئودورا به عنوان امپراتوران و امپریسان مشترک بیزانس.

تئودورا تا ۱۰۴۲ به‌عنوان عضوی فراموش‌شده از خانوادهٔ امپراتوری در صومعهٔ پتریون به سر برد اما در این مدت، رومانوس سوم به‌طور ناگهانی در ۱۰۳۴ درگذشت و زوئه با پیشکار جوانش میخائیل پافلاگونیایی ازدواج کرد و او با عنوان میخائیل چهارم بر تخت نشست. آن دو چون فرزندی نداشتند خواهرزادهٔ میخائل را به فرزندخواندگی و جانشینی او پذیرفتند و پس از مرگ میخائیل چهارم در ۱۰۴۱، خواهرزاده‌اش با عنوان میخائیل پنجم امپراتور بیزانس شد و در مقابل همه سوگند خورد که هیچ کاری به قدرت زوئه ندارد و از او تبعیت خواهد کرد. با این حال او مادرخوانده‌اش زوئه را از مقام امپراتریس بیزانس و فرمانروایی مشترک در ۱۰۴۲ عزل کرد و او را به جزیرهٔ پرینکیپو تبعید کرد و خشم اهالی قسطنطنیه را برانگیخت. مردم علیه او سر به شورش برداشتند و او مجبور به بازگرداندن زوئه به سلطنت و قدرت شد و خودش نیز برای حفظ جانش به صومعهٔ استودیت گریخت، اما او که از قدرت برکنار شده بود از آنجا بیرون کشانده شده، کور و تبعید گردید.
در این زمان تئودورا نیز از تبعیدگاهش به قسطنطنیه بازگشته بود و رهبران شورشی او را به کلیسای ایا صوفیه برده و به‌عنوان امپراتریس مشترک با زوئه تاجگذاری کردند. با این حال دیری نپایید که بین دو خواهر درگیری پیش‌آمد و زوئه تلاش نمود تا دوباره تئودورا را مجبور به بازگشت به صومعه‌اش نماید که با مخالفت مردم و سنای بیزانس مواجه شد. پس او دو ماه پس از فرمانروایی مشترک با تئودورا و به‌منظور حفظ موقعیت خود، با سومین همسرش به نام کنستانتین مونوماخوس ازدواج کرد و او با عنوان کنستانتین نهم امپراتور بیزانس شد. دو خواهر سپس پس از برتخت نشستن کنستانتین از مقام فرمانروایی مشترک مقام امپراتور (نه امپراتریس) خود کناره‌گیری کردند و مقام فرمانروایی مشترک را با کنستانتین با مقام امپراتریس فرمانروا پذیرفتن و همواره مقام فرمانروا را در اختیار داشتن و همچنین در دادگاه و شوراهای سلطنت حضور و فرمان بالاتر و معتبر تر از کنستانتین داشتن ولی زوئه بخاطر این که همسر امپراتور بود مقام امپراتریس مطلق را داشت و این بار هم برای بار پنجم زوئه بدون این که مقام امپراتریس را از دست بدهد همراه امپراتوران مشترک حکومت کرد.

### دوران کوتاه فرمانروایی مستقل و مرگ
زوئه در ۱۰۵۰ و کنستانتین در ۱۰۵۵ درگذشتند و تئودورا به‌عنوان تنها امپراتور و امپراتریس بیزانس به تنهایی زمام امور را در دست گرفت و ارتقای مقام یافت. او با مرگ خواهرش زوئه مقدونی علی‌رغم با داشتن ۷۰ سال سن قدرت را به‌طور مستقل در اختیار خود گرفت و کنستانتین را از امور حکومت دور کرد و تلاش‌های انجام شده برای جانشین‌ساختن فرمانده نیکه‌فوروس برینیوس به‌جای او را عقیم گذارد. تئودورا تمامی مسئولیت‌های دولتی را برعهده گرفت و حکومتی باصلابت را آغاز نمود وی در سن ۷۵ سالگی با مرگ کنستانتین نهم خود به تنهایی قدرت را در دست گرفت. او در دوره فرمانروایی بدون شریک. خود به تنهایی تمام مسئولیت‌های حکومت را در دست گرفت او بدون وابستگی به دیگران شخصاً برای سرنوشت مردم و اشراف و صاحب منصبان و کشورش تصمیم‌گیری می‌کرد و در دوران حکومت ۱ سال و نیمه‌اش توانست اشراف متمرد را تحت کنترل خود درآورده و به سواستفاده‌های بسیاری نیز رسیدگی نمود و به تنهایی بر کل بیزانس حکومت کند وی چهارمین زن بود که با این اصلاحات به تنهایی فرمانروایی کرد. با این حال خشونت بیش از حد او نسبت به دشمنان خصوصیش باعث خدشه‌دارشدن شهرتش گردید.
تئودورا در ۳۱ اوت ۱۰۵۶ و به مرگ طبیعی در سن ۷۶ سالگی درگذشت. از آنجا که او فرزندی نداشت، آخرین بازماندهٔ دودمان مقدونی شمرده می‌شد. او پیش از مرگش میخائیل استراتیوتیکوس را که از صاحب‌منصبان سالخورده بود را به‌عنوان جانشین خود معرفی نمود و میخائیل پس از مرگ تئودورا، با عنوان میخائیل ششم بر تخت امپراتوری بیزانس نشست.